# بالقرآن اهتديت
بالقرآن اهتديت هو برنامج تلفزيوني ديني بث لأول مرة في شهر رمضان عام 2014.
قَدَّمَه الشيخ فهد الكندري وأخرجه أحمد عزب وأعده يوسف الأنصاري وأنتجه سعود العون وهو من إنتاج شركة فور فريم للخدمات الإعلامية وتم تصويره في كل من بريطانيا وبلجيكا و فرنسا وإسبانيا.

## التعريف بالبرنامج
برنامج بالقرآن اهتديت يَحكي قصص اعتناق بعض الغرب للإسلام ويسلط الضوء على من دخل الإسلام بسبب آيات من القرآن سمعوها أو قرؤوها، وعلاقة هدايتهم بالقرآن الكريم، وكيف زلزلت بعض آياته قلوبهم، وهزت كيانهم وغيرت حياتهم، فشرح الله صدورهم للإسلام والإيمان وذلك عبر عدة حلقات طوال شهر رمضان ويلتقي الشيخ فهد الكندري في كل حلقة بأحد هؤلاء المهتدين الجدد الذين دخلوا إلى الإسلام حديثاً، لِيوضح للمشاهدين مدى تأثير إحدى الآيات عليهم، وكيف حولت كل آية الواحد منهم من الظلمات إلى نور الإسلام، ويستعرض الكندري خلال الحلقة أخلاق القرآن، التي بها يحقق أهدافه، ويغرسها في قلب كل مسلم، مُستعرضاً مكافآت رب السموات لأهل القرآن.